# Bénédicte de Mantoue
Bénédicte de Gonzague est née à Nevers (Nièvre) en avril 1617 et est morte le 20 décembre 1637 à Paris.

## Biographie
Fille de Charles Ier de Gonzague et de Catherine de Lorraine, sœur cadette d' Anne de Gonzague de Clèves, princesse Palatine. Sa mère la voue,  dès sa naissance, à la religion. Après la mort de sa mère, son père la fait entrer à l’abbaye d'Avenay. Confiée aux soins de l’abbesse, Madame de Beauvilliers, elle prononce ses vœux en 1624 et prend le nom de sœur Bénédicte de l’Incarnation.
À la mort de sa préceptrice en 1625, elle est nommée abbesse à l’âge de 8 ans, après de multiples interventions de son père ainsi que de la sœur de celui-ci, la duchesse de Longueville. Malgré la présence de Mesdames de Baradat et de Treslon, la juvénile abbesse n’est pas à la hauteur et est envoyée, pendant 2 années, à l’abbaye de Montmartre pour y parfaire son éducation.
De retour à Avenay, elle demeure effacée, et seul Tallemant des Réaux, évoque son souvenir dans ses historiettes.
Elle meurt le 20 décembre 1637 à Paris. Son corps est inhumé au Val de Grâce et son cœur, selon ses vœux, est rapporté à Avenay.